# Andy Paul
Andy Paul, egentligen Antreas Pavlou, är en cypriotisk sångare som är mest känd här att ha framfört Cyperns bidrag i Eurovision Song Contest 1984 i Luxemburg där han framförde låten Anna Maria Elena. Hans förebild har framförallt varit Elvis Presley.